# 피변관

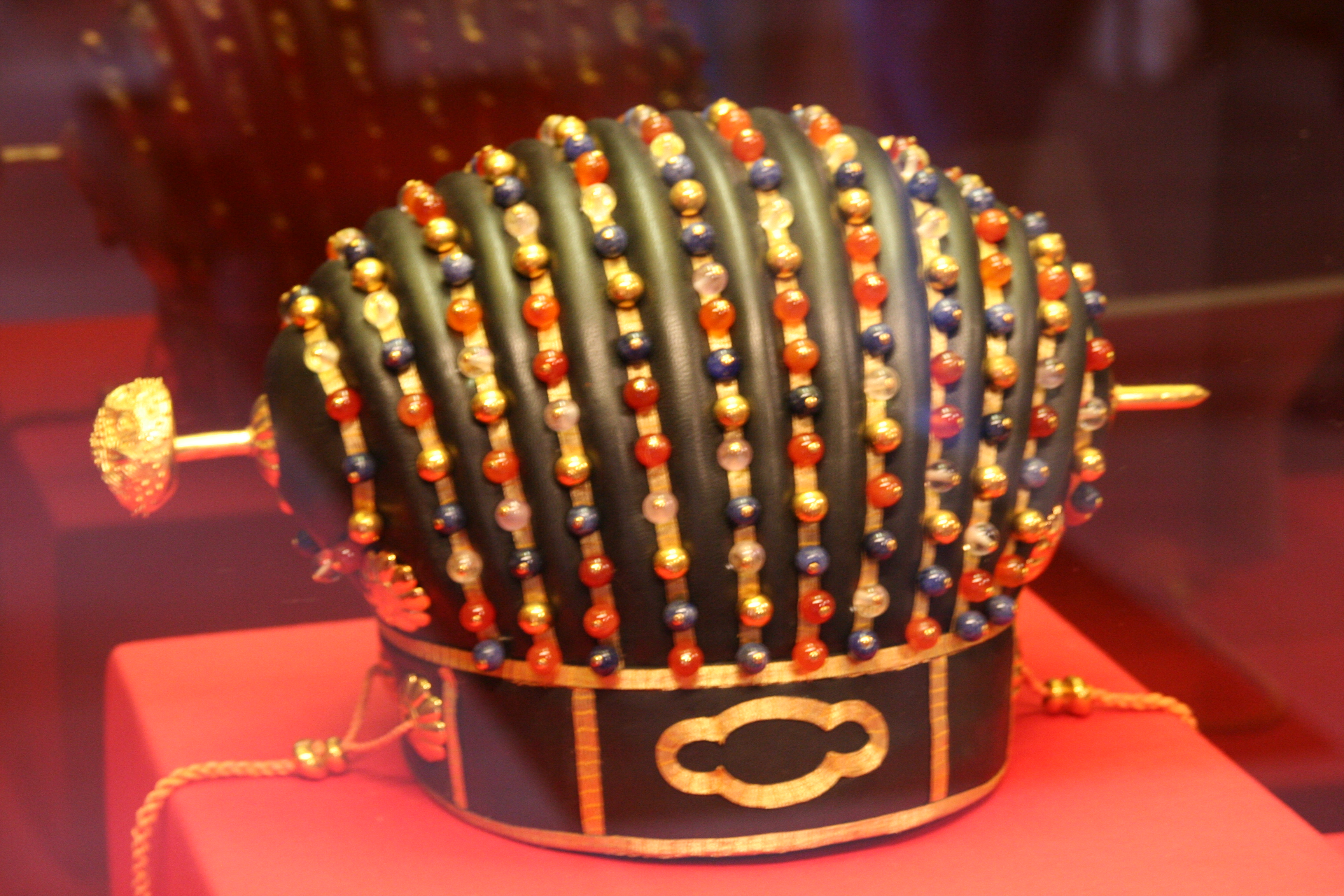
류큐국의 통천관.

피변관(皮弁冠)은 명나라 때까지 중국의 군주가 의식이나 조알례 때 착용했던 관이다. 명나라 국내에서는 황제・태자・친왕・세자・군왕에 한정하여 쓸 수 있었고, 책봉 관계에 있는 외국 군주에게도 하사되었다.
앞뒤로 옥줄기를 꽂아놓은 모양을 하고 있는데, 착용자의 격에 따라 옥줄기의 개수가 달랐다. 황제의 피변관은 옥줄기가 12량이며 통천관(通天冠)이라고 했다. 왕작의 피변관은 원유관(遠遊冠)이라고 했는데, 옥줄기가 친왕급은 9량이고 군왕급은 7량이었다.
명의 책봉을 받은 류큐국 왕은 7량 원유관을 일상적으로 사용했는데, 명이 망하고 청으로 교체된 이후 슬그머니 통천관으로 바꾸었다.